# Johann Büchel (Politiker)
Johann Büchel (* 10. Mai 1869 in Ruggell; † 16. Mai 1930 ebenda) war ein liechtensteinischer Politiker (VP).

## Biografie
Johann Büchel wurde 1869 als Sohn des Vieharztes Ulrich Büchel geboren. Er war Bürger der Gemeinde Ruggell und arbeitete als Sticker, Maurer und Landwirt. Von 1906 bis 1912 gehörte er dem Ruggeller Gemeinderat an. Von 1921 bis 1930 war er Gemeindevorsteher von Ruggell. Des Weiteren sass er für die Volkspartei (VP) von 1922 bis 1926 als Abgeordneter im Landtag des Fürstentums Liechtenstein und fungierte in dieser Zeit von 1922 bis 1924 als Vizepräsident.
Büchel war verheiratet und hatte acht Kinder, sieben Söhne und eine Tochter.